# Abeyadana-Tempel

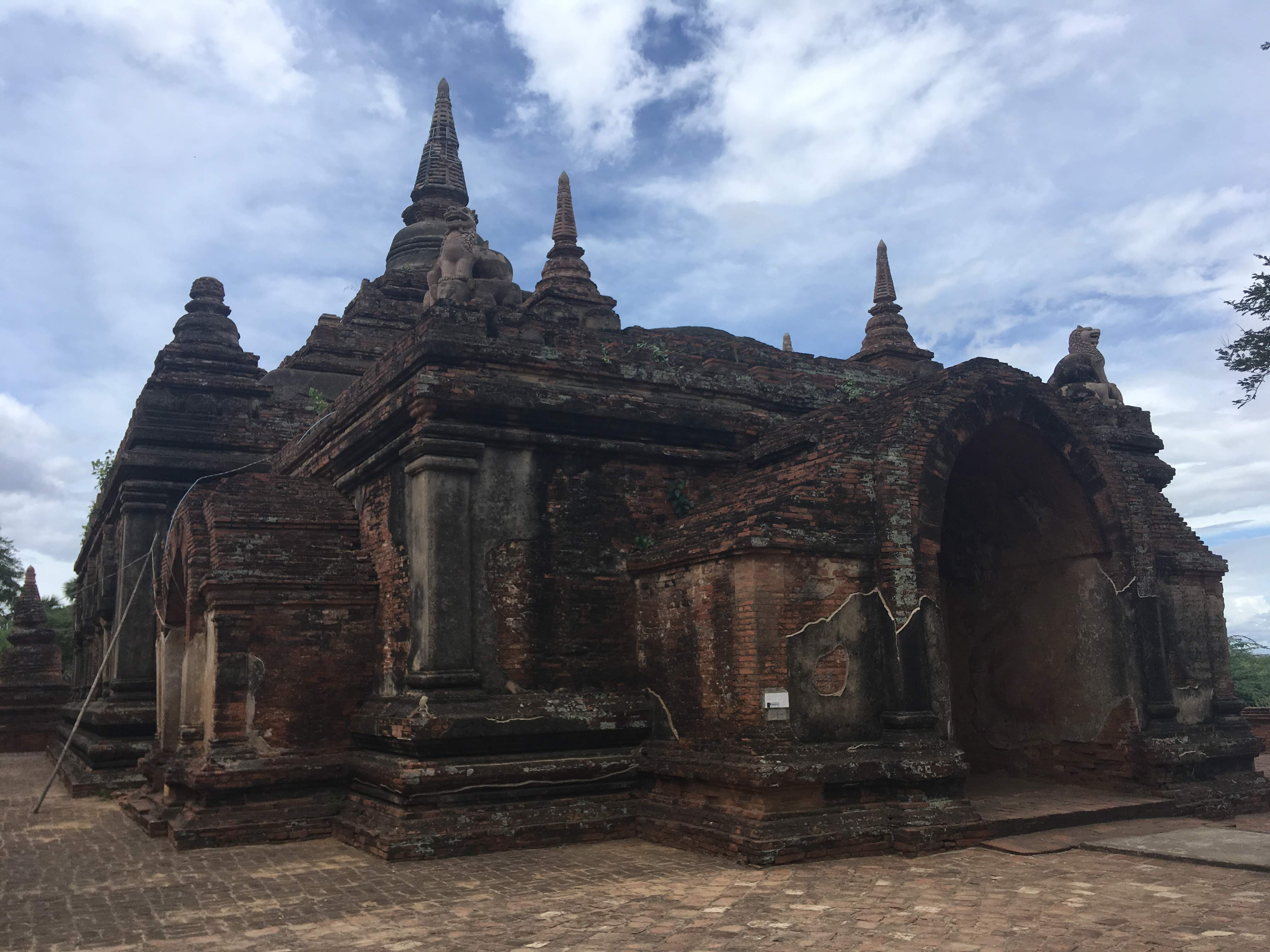
Abeyadana-Tempel

Der Abeyadana-Tempel, Abeyadana Paya, auch Apeyatana (Nr. 1202); ist ein buddhistischer Tempel in Bagan im Norden von Myanmar, der in der Regierungszeit von König Kyanzittha um 1102/1103 erbaut wurde. Der Tempel genießt durch seine synkretistischen Wandmalereien im Innern eine Sonderstellung.

## Lage
Koordinaten: 21° 8′ 55″ N, 94° 51′ 27″ O
Der Abeyadana liegt im Süden des Dorfes Myinkaba etwa drei Kilometer südlich von Alt-Bagan, dem einst ummauerten, archäologischen Zentrum der Region auf der linken, östlichen Seite des Ayeyarwady. Die moderne Kleinstadt Bagan Myothit (Neu-Bagan) beginnt nach einem weiteren Kilometer südwärts. Der Tempel befindet sich auf der westlichen Seite der Durchgangsstraße gegenüber dem stilistisch ähnlichen und etwa zeitgleichen Nagayon. Er war mit dem Eingang nach Norden in Richtung des 1101/1102 (aus vergänglichem Holz) erbauten Königspalastes orientiert. 

## Geschichte
Auch die Gründungslegende verbindet ihn mit dem Nagayon-Tempel. Abeyadana hieß die Hauptgemahlin der vier Frauen von König Kyanzittha (reg. 1084–1113). Der Tempel soll an der Stelle erbaut worden sein, an der sie auf den König wartete, während dieser sich vor seinem Bruder in der Nähe versteckte, geschützt von einer Naga am Platz des daraufhin gebauten Nagayon-Tempels, in dessen Cella die heilige Schlange seither eine riesige Buddhafigur bewacht. Da einige der Malereien im Innern des Abeyadana zum Repertoire des Mahayana-Buddhismus gehören, äußerte Gordon H. Luce die Vermutung, dass Abeyadana („verlassenes Juwel“) eine mahayanagläubige Prinzessin aus Bengalen gewesen sein könnte. Ein weiteres Indiz für ihre Herkunft könnte sein, dass Kyanzittha vor seiner Krönung noch als Feldherr seinen Truppen vor der Schlacht die Durchführung magischer Rituale angeordnet hatte, mit denen der hinduistische Gott Revanta, jüngster Sohn des Sonnengottes Surya heraufbeschworen wurde. Diese für den gläubigen Theravada-Buddhisten fremden Rituale seien von Abeyadana mitgebracht und auf ihr Anraten durchgeführt worden. Der Tempel soll nach einem Text des 15./16. Jahrhunderts durch Betreiben der Königin gebaut worden sein.
Die Tempel in Bagan werden burmesisch mit Gu („Höhle“) bezeichnet. Die Vorstellung eines innenliegenden dunklen Kultraumes geht letztlich auf indische Höhlentempel aus den ersten nachchristlichen Jahrhunderten zurück und wurde auf burmesischem Boden erstmals in der im 7. Jahrhundert aufgegebenen Hauptstadt Sri Ksetra in einer Ziegelarchitektur umgesetzt. Die Bauform der Tempel gelangte vom frühen nordindischen Nagara-Typ, der sich Anfang des 8. Jahrhunderts in Bhubaneswar entwickelte, nach Bagan. Der Namenszusatz Paya bedeutet „heilig“ oder „geheiligt“.
Der Abeyadana-Tempel fällt zeitlich in die frühe Periode Bagans, die in der Mitte des 9. Jahrhunderts begann und mit dem Ende der Herrschaft von Kyanzittha 1113 endete. Die Blütezeit des Reiches, in der die meisten der über 2000 bekannten Heiligtümer gebaut wurden, dauerte von der Mitte des 11. bis zum Ende des 12. Jahrhunderts.

## Anlage

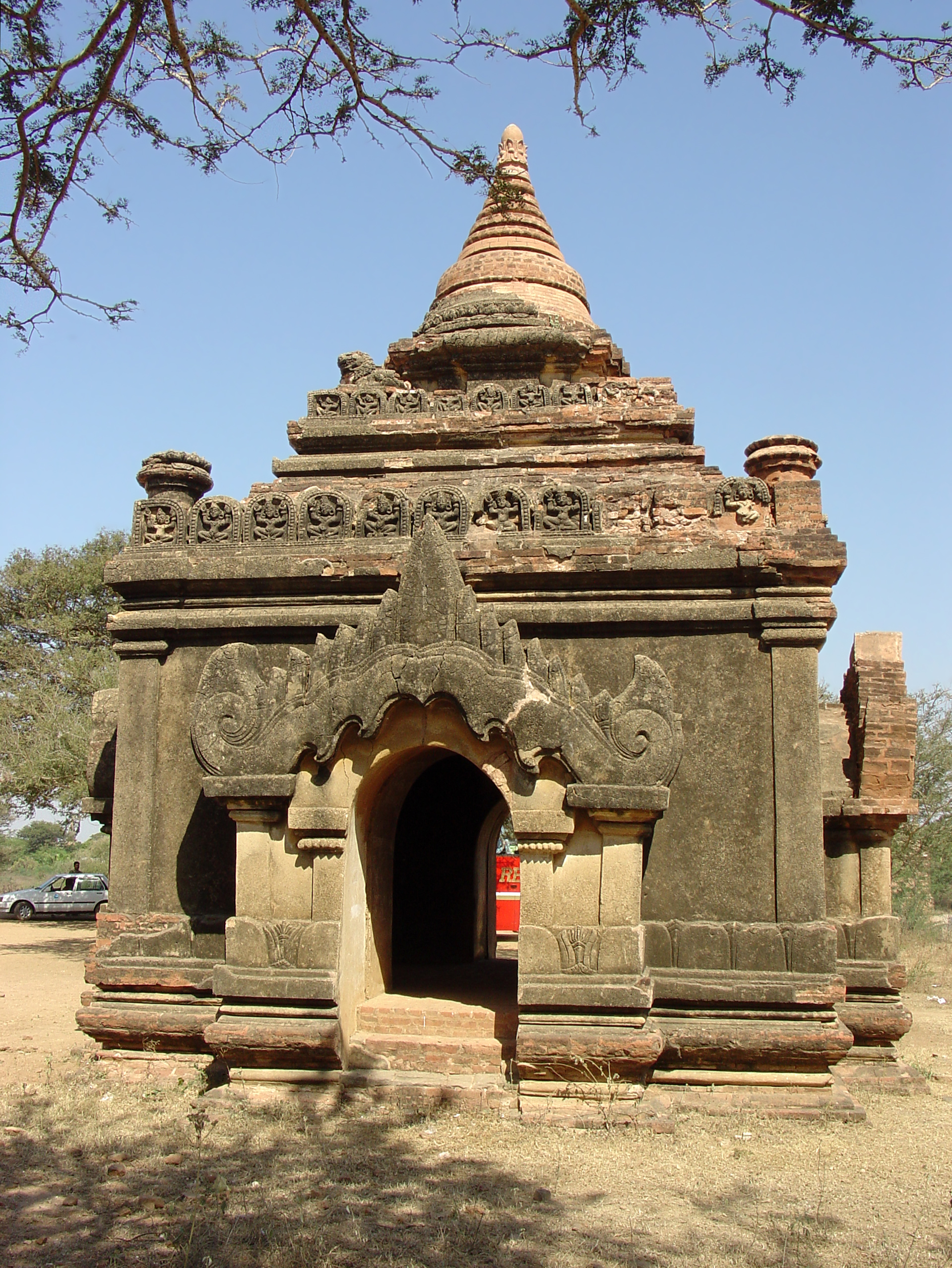
Kleiner Schrein in der Nähe des Tempels

Zur damaligen Zeit dürfte es etwa 4000 Tempel (Pahtos) und Stupas (Cedis) gegeben haben, die sich bestimmten Grundtypen zuordnen lassen, innerhalb denen eine beträchtliche Formenvielfalt besteht. Der Abeyadana gehört zu den axialen Tempeln mit zentralem Kultraum, der von einem Korridor umgeben ist. Er hat einen kleinen überwölbten Portikus, der in einen langgezogenen Vorraum und weiter bis in das sehr dunkle Sanktuarium führt. Darin sitzt auf einem Lotos-Sockel eine überlebensgroße Buddhafigur in der Geste der Erdanrufung (Bhumisparshamudra). Flankiert wird sie von zwei Verehrern. Alle drei Figuren bestehen aus Ziegel und Stuck. In den heute meist leeren, insgesamt 70 tonnenüberwölbten kleinen Nischen des Umgangs waren einst Buddhafiguren in unterschiedlichen Haltungen aufgestellt. Möglicherweise enthielten sie auch Szenen aus dem Leben.
Über einer wulstartig gegliederten Sockelzone erhebt sich der Hauptbau, dessen mehrfach gestuftes Dach von einem glockenförmigen Stupa mit einer schlanken Schirmspitze (burmesisch Hti) bekrönt wird. Ein Kirtimukha-Fries (hinduistisches Dämonengesicht) fehlt am Sockel. An den Dachecken wiederholt sich in Miniaturform der zentrale Stupa. Für einen auf indische Wurzeln zurückgehenden Tempelbau ist der Dachaufbau in Stupaform anstelle eines Shikhara ungewöhnlich. Dieser etwas zuvor bereits in Mode gekommene Dachstil geht auf den Einfluss der Pyu zurück und wurde später für die meisten Tempel in Bagan angewandt. Der Nagayon hat dagegen einen Shikhara-Turm.
Zum Stil der frühen Bagan-Tempel gehören die drei Fenster an drei der Außenseiten des Hauptbaus, deren rautenförmige Steingitter (Jalis) nur wenig Licht in den umlaufenden Korridor durchlassen. Die Strukturierung zwischen den Fenstern und an den Ecken geschicht durch glatte Pilaster. Die Wände bestehen aus gebrannten Ziegeln, die mit Kalkputz überzogen wurden. Der Grundplan entspricht dem größeren Nagayon-Tempel, dessen Wände durch fünf Fenster in ähnlichem Abstand gegliedert sind. Der gepflasterte Tempelhof ist von einer niedrigen Umfassungsmauer umgeben.

## Wandmalereien

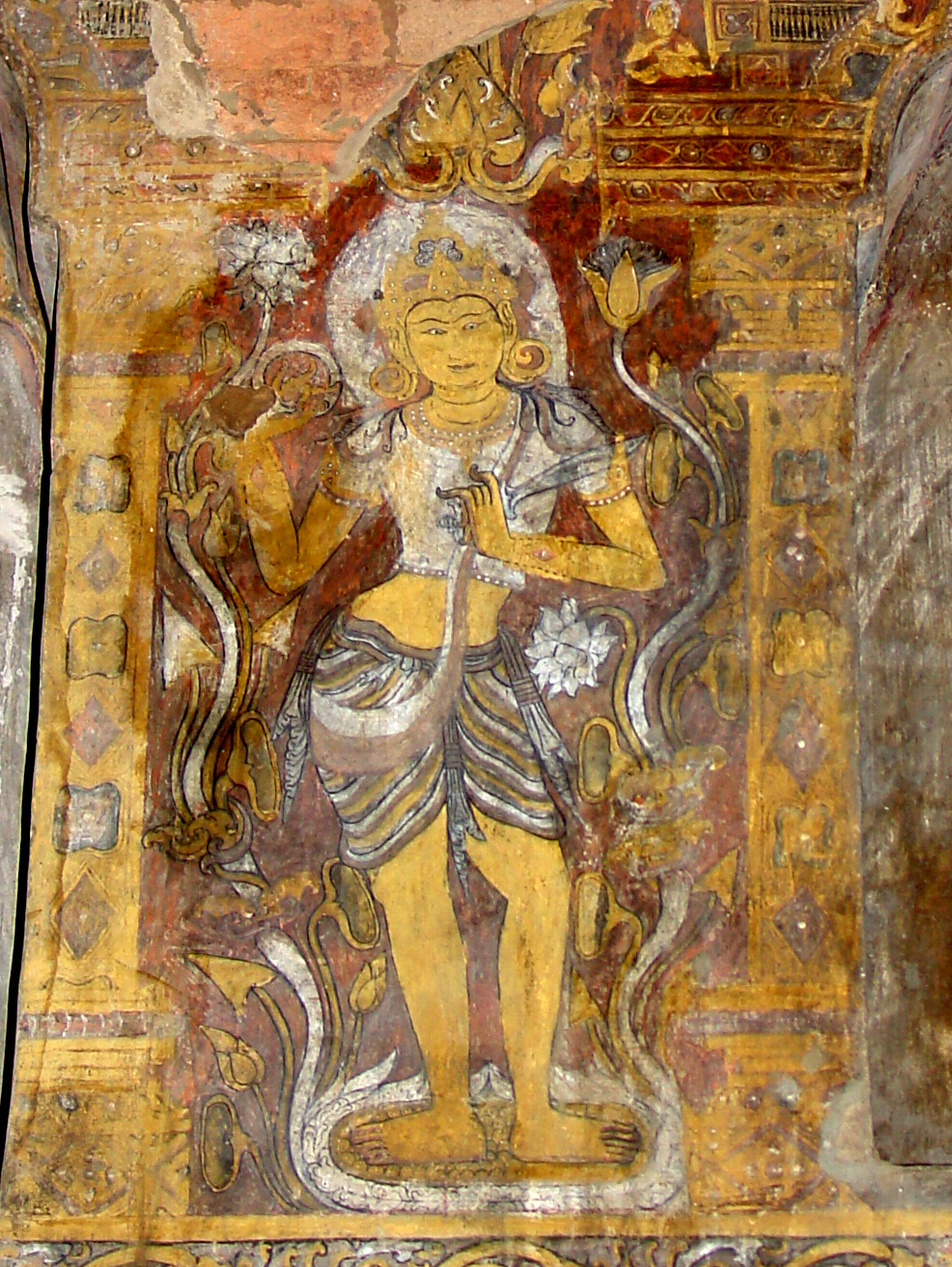
Bodhisattva-Wandmalerei

Die Besonderheit des Tempels ist nicht die konventionelle, gegenüber dem Nagayon weniger ausgereifte Außenansicht, sondern es sind die Motive der Wandmalereien im inneren Umgang und in der Vorhalle, von denen viele dem Kanon des Mahayana-Buddhismus und Tantrismus entnommen sind. Zusammen mit Darstellungen aus der hinduistischen Mythologie führt dies hier zusammen mit den sonst vorherrschenden Theravada-Szenen zu einem seltenen Religionsmix in der Malerei. Die unverzichtbaren Bilderzyklen aus dem Theravada bleiben dennoch von hervorgehobener Bedeutung. Der Mahayana-Buddhismus hat sich ansonsten in Burma nicht weiter verbreitet, dennoch gibt es auch an einigen anderen Tempeln Malereien aus dem Erzählkreis des Mahayana. Häufig wurde ein Bildnis des hinduistischen Schöpfergottes Brahma neben einer größeren Buddhafigur aufgestellt, zusammen mit Thagyamin, dem König der volksreligiösen Nats.
Die Jataka-Szenen in der Vorhalle werden durch Legenden aus der Mon-Kultur geprägt. Die Darstellungen aus dem Leben Buddhas im oberen Bereich an den Seitenwänden der Cella zeigen Maya, die Mutter Buddhas, die die Geburt ihres Kindes erwartet. Die Außenwände des Umgangs sind oberhalb der Nischen in sechs Zonen in von unten nach oben zunehmender religiöser Bedeutung gegliedert. Zone 2 liegt über einem floralen Band und zeigt ebenso wie Zone 3 sitzende Bodhisattvas. In Zone 4 folgen Höhlenszenen mit anderen himmlischen und verehrten Wesen wie Einsiedlern, Mönchen, Buddhas aus den Jataka-Erzählungen, mahayanische und tantrische Gottheiten, den weiblichen Taras und Fabeltieren. Das darüberliegende Band zeigt stehende Bodhisattvas. Den oberen Abschluss bilden Buddhas auf Lotosthronen, die von Adoranten umgeben sind.
Die sechs Zonen der Innenwände beginnen unten mit Brahma, himmlischen Wesen und königlichen Figuren, prozessierend und ehrerweisend. Arhats in Meditationshaltung (Dhyanamudra) zeigt Zone 2. In Zone 3 sind Buddhas in Bhumisparshamudra und von Schülern umgebene Buddhas mit dem Dharmachakra, dem Rad der Lehre zu sehen. Ein Band mit floralen Mustern wird in Zone 5 von Buddhas überragt. Das oberste Band besteht aus kleinen Stupas.
An der inneren Südwand befinden sich Kampfszenen von Angriff und Flucht Maras, dem Gegenspieler Buddhas, und seiner Leute. Es ist die vermutlich älteste erhaltene Malerei in Bagan mit dieser Szene. Sie ist kleiner als ähnliche Darstellungen im Nagayon und im Myinkaba Kubyauk-Gyi von 1113, bringt aber Gewalt und Schrecken deutlich zum Ausdruck. Auf dem Weg vom Eingang sind am Deckengewölbe Himmelssterne zu sehen. Der Besucher von draußen gelangt symbolisch durch den kosmischen Raum hindurch in die andere, innere Welt des Tempels.
Die Bilder sind mit Tempera auf trockenen Stuck al secco gemalt. In den 1990er Jahren wurden sie unter der Leitung des guatemaltekischen Konservators Rodolfo Lujan im Rahmen eines ICCROM-Projekts, das Anfang der 1980er Jahre in Bagan begann, umfangreich restauriert.